# Parakvat
Parakvat, även Paraquat, är en kemisk förening som mestadels används som ogräsmedel men även är giftig för människor. Parakvat är ett trivialnamn; det systematiska namnet är N,N'-dimetyl-4,4'-bipyridin och ett vanligt handelsnamn är Gramoxone. Parakvat, som ofta säljs som ett binärt klorsalt, hör kemiskt till ämnesklassen viologener. Det reduceras lätt till en superoxidjon som binder till omättade lipider i membraner. Parakvat började produceras för kommersiellt bruk 1961 av ICI (nuvarande Syngenta).

## Rättslig status
Parakvat är förbjudet inom EU sedan 2007. I och med EU-direktiv 2003/112/EG om ändring av 91/414/EEG så fick parakvat saluföras inom Europeiska unionen. Sveriges regering, understödda av Danmark, Finland och Österrike, stämde emellertid EU-kommissionen för detta beslut inför EU-domstolen, eftersom det ansågs att kommissionen åsidosatt den höga skyddsnivå som både EG-fördraget (artikel 174.2, kallad försiktighetsprincipen) och växtskyddsmedelsdirektivet (91/414/EEG) föreskriver. Resultatet blev att domstolen år 2007 upphävde direktivet och därmed blev parakvat förbjudet.
I USA är användning av parakvat begränsat till "restricted use" vilket innebär att bara certifierad personal får köpa och använda parakvat. Där och i en del andra länder måste blåfärg, illaluktande medel samt kräkmedel tillsättas enligt rekommendationer från FAO. I Sverige har parakvat varit förbjudet sedan 1983 på grund av sin akuta toxicitet, irreversibla toxiska verkan, då det är akut giftigt och därför bedöms som extremt hälsofarligt. Det kan orsaka skador på människors lungor, hud och ögon och leder i värsta fall till döden. Det finns ännu inget botemedel mot ämnet.

## Användningsområde
Parakvat används som ogräsmedel i många delar av världen. Det verkar snabbt och är icke-selektivt på gröna växter: i själva verket påverkar det enbart de delar av växten som innehåller klorofyll, och inte på till exempel rötter och bark. (Ej heller påverkar det kambium, som trots den ofta gröna färgen sällan innehåller någon större andel klorofyll.) Det används inom jord- och skogsbruk med avsikt att begränsa tillväxt av icke-grödor, det vill säga ogräs, och sålunda begränsa ogräsets förmåga att konkurrera med de avsedda grödorna om vatten, ljus och näring. Inom EU har det använts för vin-, oliv- och hasselnötsodlingar. Parakvat används även till bland annat odlingar av kaffebönor, teplantor, ris, majs, bananer, oljepalmer, gummiträd samt ananas och annan frukt och andra grönsaker.

## Hälsorisker
Parakvat är akut giftigt för både djur och människor. Till dags dato saknas motgift. Beroende på hur man kommer i kontakt med det så kan det ta upp till cirka en månad innan man dör. Med utspädd parakvat är risken mindre. Risken för ofrivillig förgiftning är som störst när man blandar till parakvatlösning samt laddar spridningsapparaten. Det finns även rapporterade fall av självmord genom sväljning av parakvat. Exponering kan ske via damm eller luftburen spray som kommer in i luftrören, eller genom vätska med parakvat som kommer i kontakt med ögon eller hud (särskilt allvarligt vid lång kontakt eller skadad hud).
Parakvat har riskfraserna 24/25, 26, 36/37/38, 48/25 och 50/53, och skyddsfraserna 1/2, 22, 28, 36/37/39, 45, 60 och 61. Det tillhör farligt gods-klass 6.1 och UN Packing Group II.
Lätta exponeringsdoser (särskilt via luftspray till lungorna) kan leda till symptom som irriterade ögon och hud, skador på lever, lunga, luftvägar, hjärta och njure, samt yrsel och näsblod. Symptomen framträder oftast inom några dagar, upp till flera veckor. Vid höga doser kan den utsatta förutom lågdossymptomen även drabbas av blodig diarré, koma, spasmer, muskelsvaghet och bristande förmåga att andas. De som råkar ut för en stor dos har stor risk att inte överleva. Den direkta dödsorsaken är i regel kvävning. Exponering under lång tid eller under upprepade tillfällen kan leda till skador på samma organ som ovan.
Tillverkarna säger att parakvat inte är farligt för bönderna om de till punkt och pricka följer säkerhetsanvisningarna. Den vanliga anmärkningen på detta är att många i utvecklingsländerna inte kan läsa. Tillverkarna svarar med att de har gjort bilder på förpackningarna som ska fungera som tillräckliga anvisningar.
Det har föreslagits att det finns en koppling mellan Parkinsons sjukdom och exponering av parakvat.

## Miljöeffekter
Det är en underdrift att påstå att det finns vitt skilda åsikter om parakvats miljöeffekter. Parakvat reduceras lätt, särskilt i UV-ljus. Det binder starkt till lera. Uppgifterna om nedbrytningstakten för lerbundern parakvat går isär. Förespråkarna säger att det bryts ned snabbt av mikroorganismer. Motståndarna hävdar en nedbrytningstakt av cirka 10 % per år. Det är möjligt att det kan brytas ner av mikroorganismer men även att det kan kas tas upp av maskar och andra organismer. När det väl har bundit till lera så har det väldigt låg rörlighet. Parakvat är giftigt för vattenlevande organismer, men även här går åsikterna isär.